# احمد چاکار
احمد چاکار (به ترکی استانبولی: Ahmet_Çakar) داور و مفسر برنامه‌های ورزشی اهل ترکیه است. او در بسیاری از مسابقات فوتبال داخلی و بین‌المللی سوت زده است و پس از پایان دوران داوری؛ به عنوان مفسر برنامه‌های ورزشی مشغول به کار شده‌است. همچنین مقالات او در روزنامه صباح (به ترکی استانبولی: Sabah) نیز چاپ می‌شود. احمد چاکار یکی از سه داور اهل ترکیه است که در جام قهرمانان اروپا سوت زده‌است. او هم‌اکنون در کانال بیاز تی وی (به ترکی استانبولی: Beyaz Tv) مفسر می‌باشد. تحصیلات دانشگاهی او در رشته پزشکی است و سال‌ها به عنوان پزشک به طبابت پرداخته است.